# ديلانو هيل
ديلانو هيل (بالهولندية: Delano Hill) (مواليد 29 أبريل 1975) هو لاعب كرة قدم هولندي يلعب حالياً لصالح نادي هاغلانديا الهاوي والمدرب المساعد في نادي دوردريخت.
هيل هو مدافع ولد في روتردام وظهر لأول مرة في كرة القدم المحترفة كونه جزءًا من تشكيلة فريق دين بوستش في موسم 1995-96. كما لعب أيضاً مع آر كي سي فالفيك وهانزا روستوك الألماني وأوستريا فيينا النمساوي قبل الانضمام إلى فيلم تو تيلبورغ للمرة الثانية في مسيرته.
في عام 2008 انضم إلى نادي الوكرة القطري قبل أن يعود إلى هولندا في عام 2009 ليعمل كمدرب مساعد في نادي دوردريخت. استمر هيل مع دوردريخت حتى نهاية موسم 2009-10. ليس لديه شهادة تدريب لذلك حتى يحصل على شهادة تدريب فمن المستحيل بالنسبة له تدريب فريق.